# Guillem Molina Gutiérrez
Guillem Molina Gutiérrez (Valls, Tarragona, 3 de mayo de 2000), conocido como Guillem Molina, es un futbolista español que juega en la posición de defensa y milita en el AVS Futebol SAD de la Primeira Liga.

## Trayectoria

### Inicios
Nacido en Valls, tuvo sus inicios en el fútbol base del C. F. Reus Deportiu hasta que en 2014, con 14 años, firmó por la Academia del Valencia Club de Fútbol en edad cadete. Ya en edad juvenil debutó con 18 años a las órdenes de Mista en la Liga Juvenil de la UEFA jugando 5 partidos frente a los equipos juveniles de Juventus F. C., Manchester United y B. S. C. Young Boys. y esa misma temporada debutó con el primer filial valencianista, el Valencia C. F. Mestalla.

### Valencia Mestalla
El 25 de agosto de 2018 hizo también su debut con el Valencia C. F. Mestalla, con 18 años, a las órdenes de Chema Sanz en la primera jornada de la temporada 2018-19 en Segunda División B. Empezó siendo titular las cuatro primeras jornadas pero luego su participación no tuvo regularidad para el técnico, disputando al final un total de 17 partidos.
La siguiente temporada, la 2019-20, siguió en el equipo pero también participó con los juveniles de Miguel Ángel Angulo en la Liga Juvenil de la UEFA en 4 partidos frente a los equipos juveniles de Chelsea F. C., A. F. C. Ajax y Lille O. S. C. Su participación alternó rachas de titularidades y suplencias con el Valencia Mestalla sumando un total de 15 partidos con un gol marcado el 9 de febrero de 2020 ante el U. E. Olot en el Antonio Puchades, con una emotiva dedicatoria. Las bajas en el primer equipo hicieron que fuese convocado por el técnico Albert Celades para el partido de ida de los octavos de final de la Liga de Campeones de la UEFA el 19 de febrero de 2020 frente a la Atalanta B. C. en San Siro. Además, en la reanudación del campeonato en Primera División por la pandemia de COVID-19, fue convocado para entrenar con el primer equipo durante el resto de la temporada.
La campaña 2020-21 la inició siendo titular en la zaga defensiva del técnico Óscar Fernández, marcando también un gol el 5 de diciembre frente al Atlético Levante. aunque seguía entrando en convocatorias de Javi Gracia con el primer equipo, llegando incluso a debutar el 16 de diciembre de 2020 como titular en el partido de la primera ronda de la Copa del Rey disputado en el Olímpic de Terrassa frente al Terrassa F. C., y el 22 de diciembre en Primera División frente al Sevilla F. C. en Mestalla al entrar en sustitución del lesionado Gabriel Paulista. Jugó algún partido más, compaginándolo con el filial, y en agosto de 2021 abandonó la entidad valencianista rumbo al C. E. Sabadell F. C.
En el conjunto arlequinado estuvo un par de años y en julio de 2023 se unió a Club Atlético Osasuna para jugar en su filial. Estuvo una única temporada en la que jugó 34 partidos.
El 2 de agosto de 2024 pasó a formar parte de la Unión Deportiva Ibiza. Marcó dos goles en 34 encuentros durante la única campaña que estuvo en el club, ya que en julio del año siguiente se marchó a Portugal para jugar en el AVS Futebol SAD.

## Clubes
- Actualizado a 17 de julio de 2025.[12]

| Club                    | País     | Año       | Partidos | Goles |
| ----------------------- | -------- | --------- | -------- | ----- |
| Valencia C. F. Mestalla | España   | 2018-2021 | 47       | 2     |
| Valencia C. F.          | España   | 2020-2021 | 5        | 0     |
| C. E. Sabadell F. C.    | España   | 2021-2023 | 59       | 2     |
| C. A. Osasuna "B"       | España   | 2023-2024 | 34       | 1     |
| U. D. Ibiza             | España   | 2024-2025 | 34       | 2     |
| AVS Futebol SAD         | Portugal | 2025-     |          |       |